# مسطحات البطون
مسطحات البطون أو فصيلة بلاتيجاستيريدي (الاسم العلمي: Platygastridae)، هي مجموعة كبيرة (تضم أكثر من 4000 نوع) من الدبابير الطفيلية، معظمها صغير جدًا (1-2 مم)،ذات لون أسود مشرق، مع قرون استشعار مرفوعة تحتوي على سوط من ثمانية أقسام. تفتقر الأجنحة أحيانًا إلى الأوردة، على الرغم من أنها قد تحتوي على أطراف طفيفة من الهلب.